# Hitogata Happa
Hitogata Happa är ett japanskt Shoot 'em up-spel utvecklat av Platine Dispositif och publicerat i väst av Rockin’ Android Inc. Spelet finns till både PC och Playstation 3. Hitogata Happa anses vara ett av de svårare spelen i genren.